# CL (Hamburg)
CL is een historisch merk van lichte scooters.
CL stond voor: Compagnia Levante GmbH, Hamburg.
Duits bedrijf dat slechts één jaar (1951) op de markt was met 34cc-scootertjes.